# Molino Santa Rosa
El Molino Santa Rosa se ubica en la calle Primitivo Cabrera sin número en la ciudad de Santa Rosa, por la Ruta 6, en la 13.ª Sección Judicial del departamento de Canelones, Uruguay. El Molino es parte del Patrimonio Industrial Nacional. Es muy importante para la actividad agrícola - cerealera del departamento. Se trata de una cooperativa formada por los propios trabajadores de la empresa.  

## Historia
El Molino Santa Rosa fue fundado en 1925. En principio, además del molino, funcionaba la fideería como actividad importante por la cantidad de personas que ocupaba y una panadería, fortaleciendo económicamente a la localidad de Santa Rosa.
Entre 1933 y 1934 la industria fue propiedad de la empresa Mentol-Payán y Genta, continuando una buena  producción con la empresa Molino y Fideerías del Este. La producción de harina era secundaria con relación a la fábrica de fideos. Se producía un promedio de 14000 kg de fideos al día, los cuales se distribuían en todo el país. Había sucursales en San Ramón, Casupá y Fray Marcos.
Luego de 5 años la empresa fue rematada y adquirida por la empresa Saltram S.A.; se mantuvo el personal que venía trabajando pero la producción denotó un descenso. Saltram S.A, se hizo cargo de la empresa a partir de 1993, llevó adelante una administración catalogada por los trabajadores y la comunidad como la peor en su historia. La productividad fue muy baja y el enriquecimiento ilícito de algunas personas dejó como resultado un endeudamiento de 5 millones de dólares y la quiebra en 1998, como resultado de esta el Molino quedó inactivo, con una deuda millonaria por parte de Saltram con el Banco de la República Oriental del Uruguay (BROU) y con otros acreedores, también quedó una deuda con los trabajadores por créditos laborales. La comunidad quedó consternada con el cierre del Molino por lo que éste significaba para los trabajadores y la zona.

## La recuperación y la cooperativa de trabajadores Santa Rosa
En abril de 1999, una Cooperativa integrada por 44 trabajadores de la empresa que había quebrado, se hicieron cargo de la gestión del Molino.
En 2004, mediante remate público, y con la ayuda de un préstamo del BROU, los trabajadores compraron las instalaciones del molino convirtiéndose en la primera y única empresa recuperada que es propietaria de su medio de producción.
En 2011 la Cooperativa saldó su deuda con el banco. A partir que ese momento, la cooperativa comenzó un proceso de renovación tecnológica ya que gran parte de la maquinaria estaba en funcionamiento desde hace más de 50 años.